# Metasia asymmetrica
Metasia asymmetrica là một loài bướm đêm trong họ Crambidae.